# Gary Lockwood
Gary Lockwood, född John Gary Yurosek den 21 februari 1937 i Van Nuys i Los Angeles, är en amerikansk skådespelare. Lockwood är mest känd för sin roll som astronauten Frank Poole i Stanley Kubricks År 2001 – ett rymdäventyr från 1968.